# Kjell Ödeen
Kjell Erik Torsten Ödeen, född 8 juli 1904 på Visingsö, död 31 juli 1985 i Stockholm, var en svensk arkitekt. Han var far till Mats Ödeen och bror till Stig Ödeen.

## Biografi

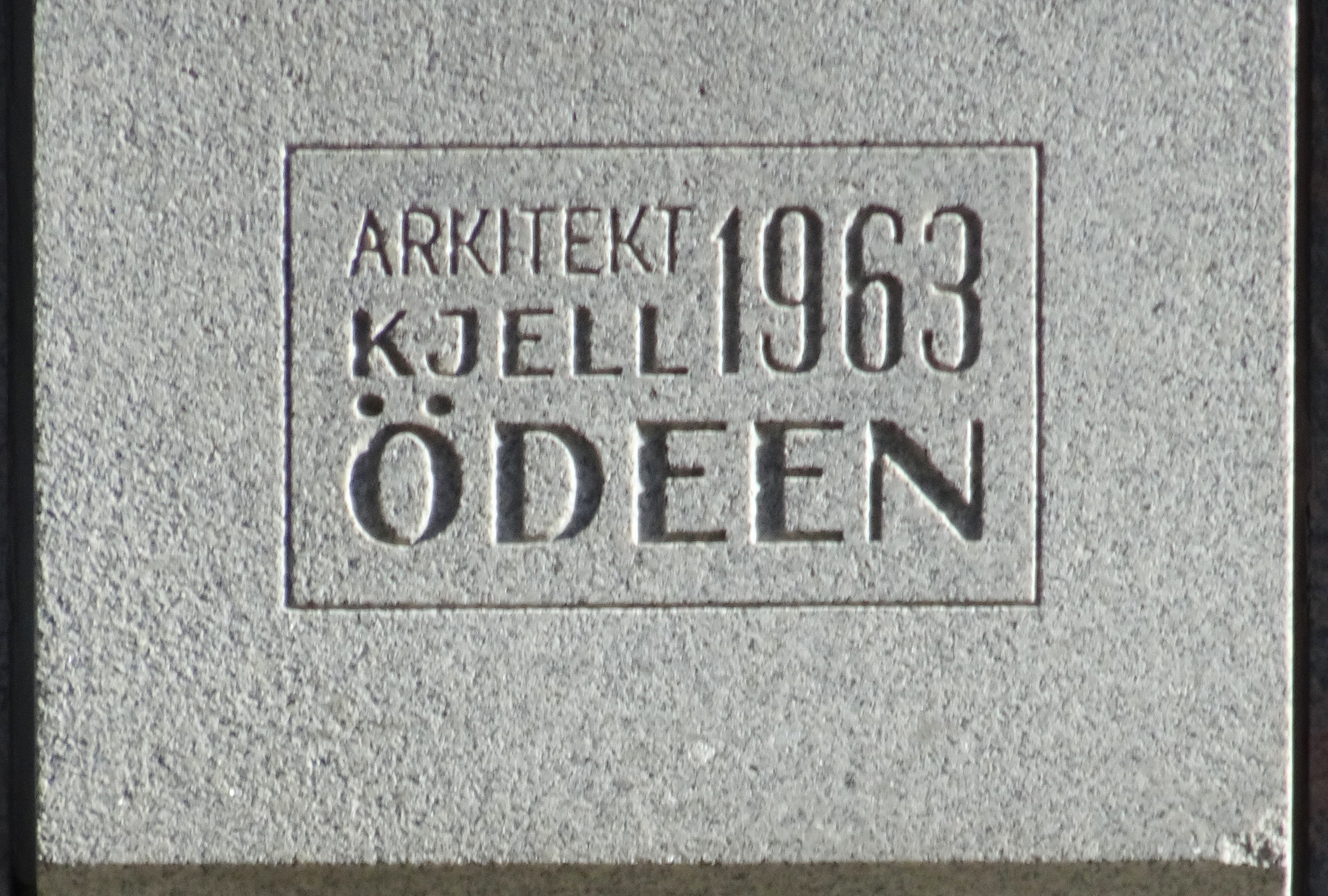
"Arkitekt Kjell Ödeen 1963" på fasaden av Rännilen 19.

Han var utbildad vid Kungliga Tekniska högskolan (1930) och Kungliga Konsthögskolan (1934) samt fick praktik vid Kooperativa förbundets arkitektkontor 1931–1936. Ödeen hade arkitektkontoret Wejke & Ödeen tillsammans med Gunnar Wejke till 1953. De ritade bland annat bostadsområdet Norra Guldheden i Göteborg (1945), GIH i Lill-Jansskogen och kontorshus för Statens Vägverk i Marieberg i Stockholm (1945), Simhallsbadet i Malmö (1941–1956) samt byggnader i Uppsala. SEB:s kontor vid Sergels torg i Stockholm ritades av Ödeen 1961. Han ritade ett flertal byggnader för Skandinaviska Banken i olika svenska tätorter, badhus i Malmö, Gävle, Halmstad och Landskrona samt skolor i Säffle, Solna, Norrköping, Karlskoga, Gävle, Lidingö, Östersund och Stockholm. Kjell Ödeen är begravd på Skogskyrkogården i Stockholm.

## Byggnadsverk (urval)
Byggnaderna uppförda före 1953 i listan är ritade tillsammans med Gunnar Wejke.
- Drottninggatan 90, Stockholm, 1938–1940
- Kvarteret Liljan, Uppsala, 1941
- Guldheden, första etappen, Göteborg, 1944–1945
- Kontorshus för Statens Vägverk i Marieberg i Stockholm, 1945
- GIH, f.d. Gymnastiska Centralinstitutet, Lill-Jansskogen, Stockholm, 1945
- Kärrtorps gymnasium, 1956.
- Kärrtorpshallen, 1963.
- Rännilen 19, Norrmalmstorg, Stockholm, 1960–1964
- Skandinaviska bankens byggnad Hästskon 12 vid Sergels torg i Stockholm, 1963–1966
- Odengatan 28-32, Stockholm, bostadshus 1966

## Bilder

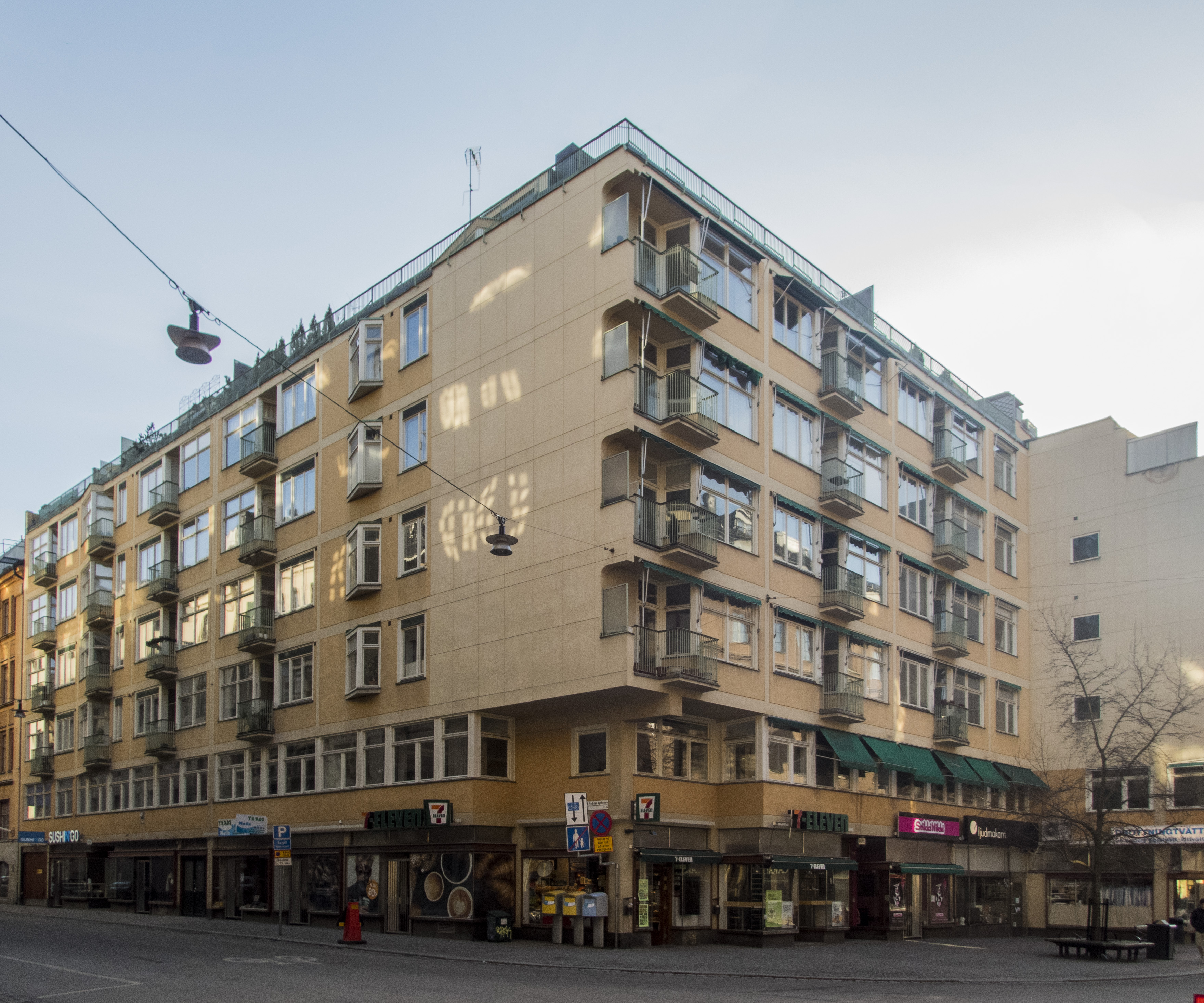
Drottninggatan 90, 1938–1940.
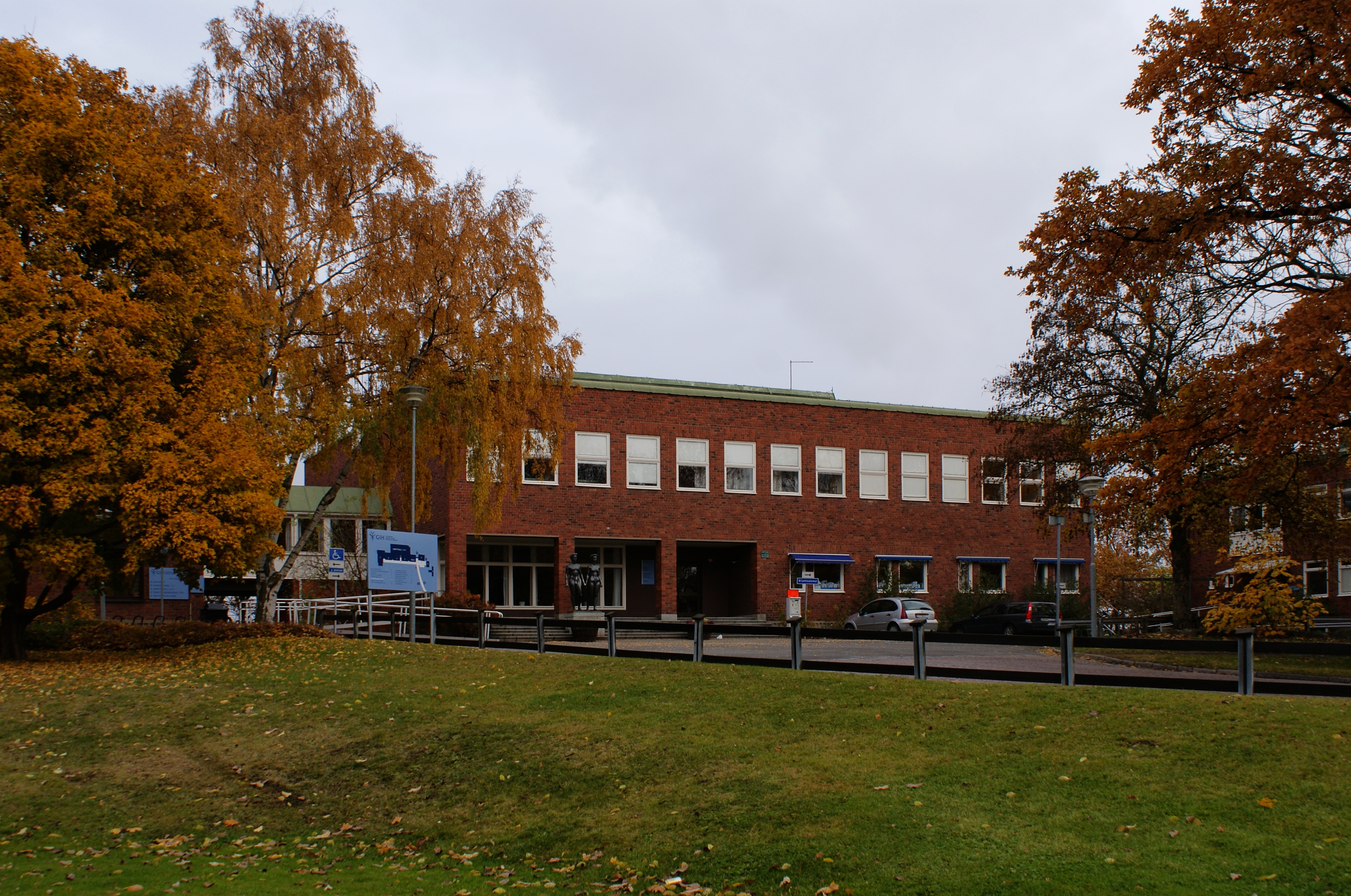
GIH, 1945.
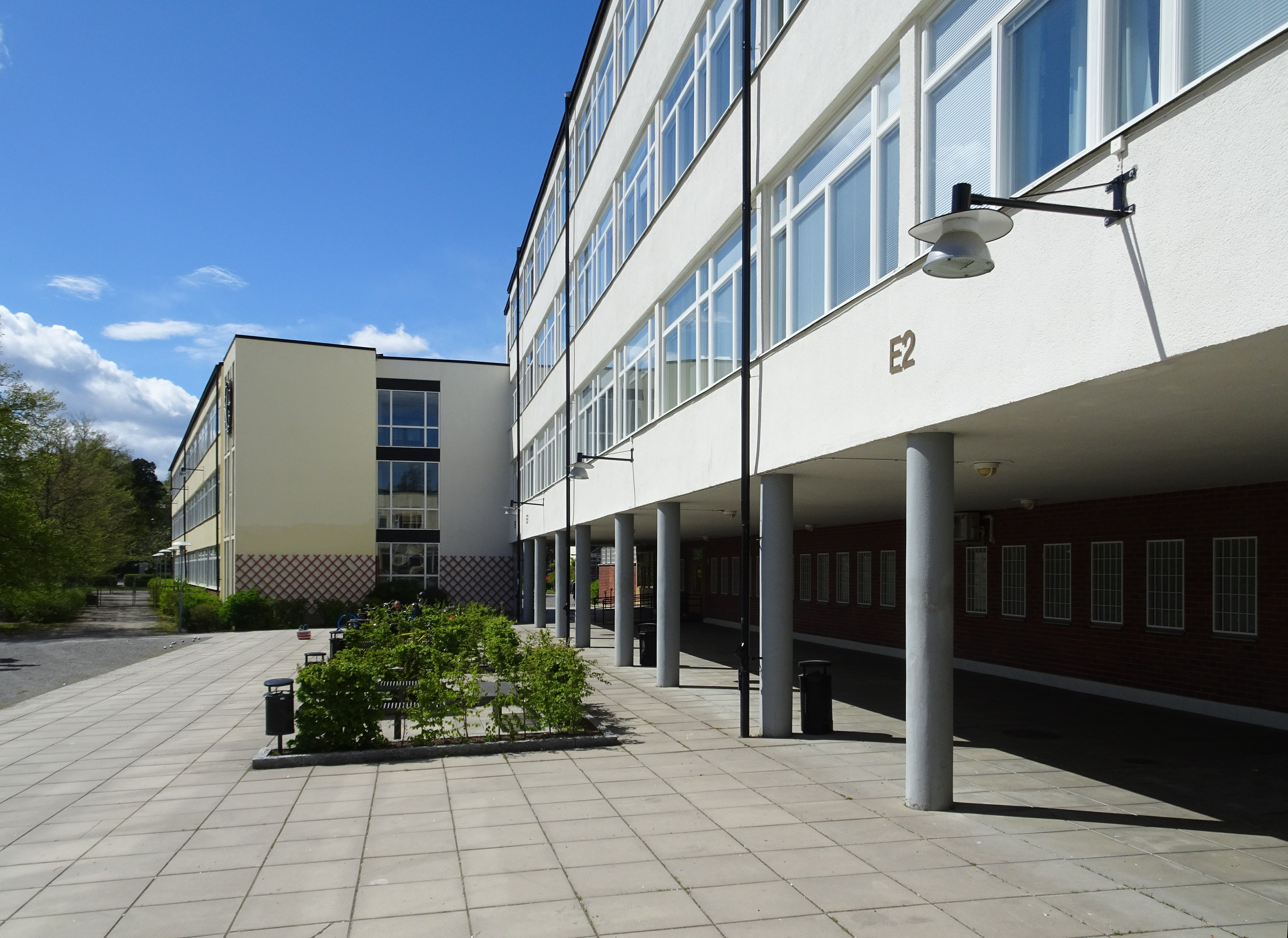
Kärrtorps gymnasium, 1956
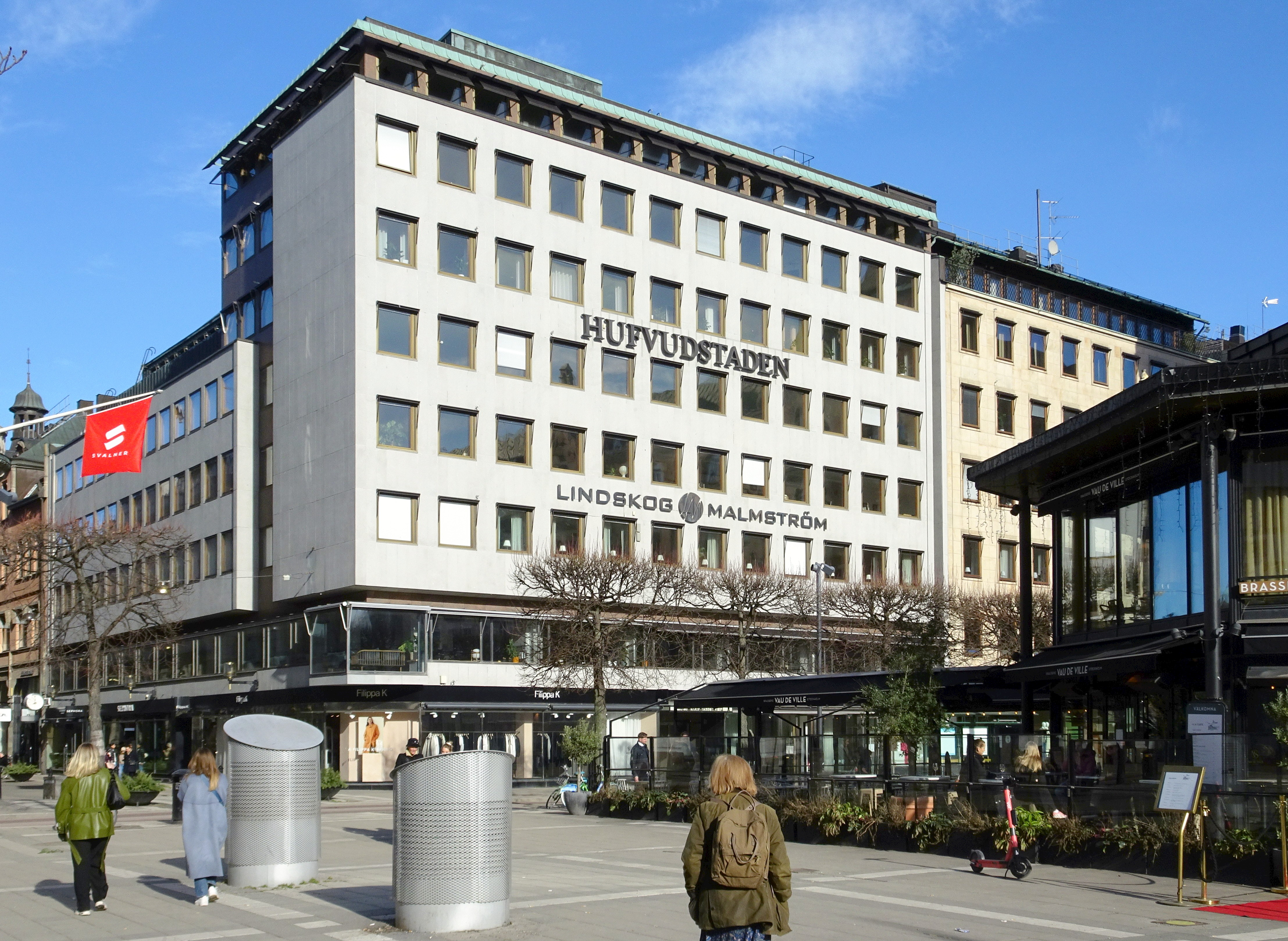
Rännilen 19, Norrmalmstorg, Stockholm, 1960–1964
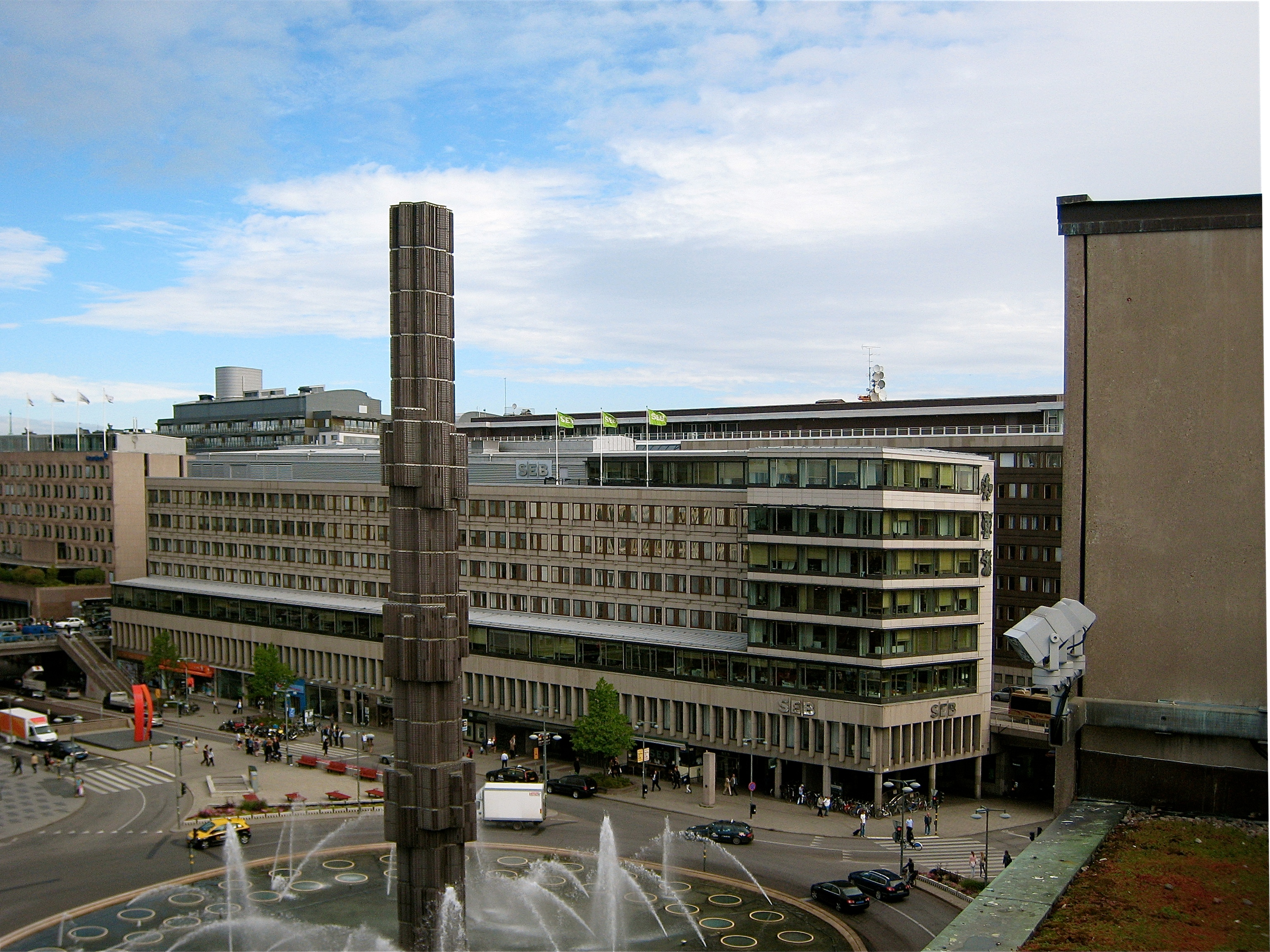
Skandinaviska bankens byggnad Hästskon 12, 1963–1966